# اللوبية
اللوبية هي إحدى القرى اللبنانية من قرى قضاء صيدا في محافظة الجنوب.تبعد 200 متر عن الشاطيء تعلو 135 م عن سطح البحر تحدها السكسكية من الشمال وانصارية من الجنوب والشرق تشتهر بالزراعة.